# 比格尔附近格赖辰
比格尔附近格赖辰是德国图林根州的一个市镇。总面积4.60平方公里，总人口413人，其中男性213人，女性200人（2011年12月31日），人口密度90人/平方公里。